# Neosciadella inflexa
Neosciadella inflexa là một loài bọ cánh cứng trong họ Cerambycidae.